# Gemert
Gemert est un village situé dans la commune néerlandaise de Gemert-Bakel, dans la province du Brabant-Septentrional. Le 1er janvier 2007, le village comptait 14 711 habitants.

## Histoire
L'Ordre Teutonique installe une commanderie à Gemert dès le XIIe siècle. Elle dépend de la Commanderie d'Alden Biesen. Il y restera jusqu'en 1794.
Gemert a été une commune indépendante jusqu'au 1er janvier 1997. À cette date, elle fusionne avec Bakel en Milheeze pour former la commune de Gemert-Bakel.

## Personnalités
- Paulus Emmanuel Antonie de la Court (1760-1848), homme politique néerlandais.